# Сергей Ковалёв — Энтони Ярд
Сергей Ковалёв — Энтони Ярд  — 12-раундовый боксёрский поединок в полутяжёлой весовой категории за титул чемпиона мира по версии WBO, который принадлежал Сергею Ковалёву, и вакантный титул чемпиона по версии EBP. Поединок состоялся 24 августа 2019 года на ледовой арене «Трактор» в Челябинске (Россия). Бой был номинирован на Событие года в национальной спортивной премии
Поединок проходил с переменным успехом, в первой половине боя преимущество было на стороне россиянина, однако в 7—8 раундах перешло на сторону претендента. Затем Ковалёв снова перехватил инициативу и в 11-м раунде отправил Ярда в нокаут.

## Предыстория
В июне 2018 года команда российского чемпиона мира по версии WBO Сергея Ковалёва предложила непобеждённому британскому проспекту, интерконтинентальному чемпиону и чемпиону Европы по той же версии Энтони Ярду, занимающему вторую позицию в рейтинге этой организации, поединок за титул чемпиона мира. Однако команда Ярда отказалась от этого предложения, сославшись на нехватку опыта для проведения поединка такого уровня. В итоге соперником Ковалёва стал непобеждённый колумбиец Элейдер Альварес (23-0). Поединок «Сергей Ковалёв — Элейдер Альварес» состоялся 4 августа 2018 года в Атлантик-Сити. Этот бой проходил с переменным успехом и завершился победой Альвареса нокаутом в 7-м раунде.
2 февраля 2019 года состоялся бой-реванш между Сергеем Ковалёвым и Элейдером Альваресом за титул чемпиона мира по версии WBO. Этот поединок продлился 12 раундов и завершился победой Ковалёва единогласным судейским решением. 14 марта 2019 года WBO назначила Энтони Ярда, который к тому моменту поднялся на 1-ю позицию в рейтинге, обязательным претендентом на чемпионский титул и предоставила командам боксёров 30 дней на переговоры.
Ориентировочной датой проведения боя считалось 1 июня 2019 года, но за отведённое на переговоры время стороны не смогли прийти к соглашению: Фрэнк Уоррен — промоутер Ярда — хотел организовать поединок на территории Великобритании, а промоутер Ковалёва Кэти Дува пыталась достичь договорённости об организации этого боя в Челябинске (Россия) — родном городе Ковалёва. Из-за этого несколько раз назначались и переносились промоутерские торги. В итоге 10 апреля было объявлено, что команды боксёров достигли устной договорённости о проведении поединка в Челябинске. Тогда же было объявлено, что поединок состоится в июне — июле 2019 года. 11 мая 2019 года было объявлено о подписании Ярдом контракта на поединок, который назначили на 29 июня 2019 года.
Несмотря на подписанный контракт и достижение договорённости, поединок, который должен был состояться 29 июня, так и не был официально анонсирован. По данным из разных источников, бой был либо отменён, либо перенесён на август 2019 года. Позже в СМИ поступила информация о том, что «российский олигарх», который финансировал организацию этой встречи, был заинтересован в том, чтобы бой прошёл не в июне, а в августе. 28 июня промоутер Кэти Дува заявила, что команды согласовали условия нового контракта. 12 июля 2019 года на сайте Федерации бокса России было объявлено, что поединок «Сергей Ковалёв — Энтони Ярд» состоится 24 августа 2019 года в Челябинске.
В первой половине июля Сергей Ковалёв дважды получал предложения провести в сентябре поединок против чемпиона мира в среднем весе по версиям WBA Super, WBC, IBF и журнала The Ring Сауля Альвареса (52-1-2). Однако оба предложения были отклонены: первое из-за низкого гонорара (менее 6,5 миллионов долларов), а второе из-за желания Ковалёва провести поединок в Челябинске. При этом сам Сергей уточнил, что второе предложение Альвареса рассматривается его командой, но никак не влияет на предстоящий поединок с Ярдом
После приезда в Россию Ярд высказал подозрения о том, что против него составлен «заговор»:

Мы полетели в Россию VIP-классом, но не помогло — наш багаж всё равно потерялся. К счастью, на следующий день проблема решилась, но в супермаркет за зубными щётками всё же пришлось пойти. Все мысли были только лишь о горячем душе, но оказалось, что в номере нет горячей воды. Нас переселили в другой номер, но и там не было горячей воды. Стараюсь не реагировать слишком эмоционально, но всё это подозрительно. Согласны?— Энтони Ярд
23 августа состоялась официальная процедура взвешивания боксёров перед поединком, на которой чемпион весил 79,2 кг, а его британский визави — 78,9 кг.

### Прогнозы и мнения
По мнению букмекеров, Ковалёв был фаворитом поединка, на его победу можно было поставить с коэффициентом от 1,36 до 1,44. Победа Ярда считалась менее вероятной, и ставки на неё принимали из расчёта от 2,75 до 3. Самым маловероятным исходом поединка считалась ничья, на неё можно было поставить с коэффициентом 26. Большинство экспертов также предсказывали победу россиянина. Так, 3 из 4 журналистов интернет-издания vRINGe.com были уверены в победе Ковалёва: Игорь Витько считал, что Ковалёв сможет победить Ярда до 7-го раунда, в то время как Антон Горюнов и Евгений Пилипенко были уверены в его победе судейским решением, и только Святослав Осипов сделал ставку на Ярда, предположив, что том сумеет досрочно победить Ковалёва до 8-го раунда. Российский спортивный журналист Александр Беленький высказал следующее мнение относительно хода поединка:

Скорее, нас здесь ждет следующее. В начале боя Ярд узнает, что ветер бывает не только попутный. После чего его ждет два варианта развития событий. Первый – тихо сложить крылья и громко упасть. Второй – ерепениться до конца, и тогда, может, чего и выйдет. Не выиграть, это вряд ли, но достоять бой до конца. Сейчас он вряд ли сам знает, на что способен— Александр Беленький
Среди боксёров мнения на этот поединок разделились: Андре Уорд (боксёр, дважды побеждавший Ковалёва), Джо Кальзаге, Салливан Баррера и Николай Валуев были уверены в победе действующего чемпиона, в то время как боксёры-тяжеловесы Деонтей Уайлдер и Тайсон Фьюри ставили на победу Ярда.
В российском издании «Спорт-Экспресс» этот поединок был назван главным событием российского бокса в 2019 году, а также был сравнён по масштабу с такими боями как Владимир Кличко — Александр Поветкин (2013) и Александр Усик — Мурат Гассиев (2018).

## Ход боя
Поединок начался в 21:50 (UTC+3). Первая треть боя прошла в напряженной атмосфере, но без особо острых моментов с обеих сторон. Начиная с 1-го раунда чемпион занял центр ринга и начал боксировать первым номером, прессингуя оппонента. В первой половине раунда Ковалёв и Ярд выбрасывали преимущественно прямые удары (джебы), а во второй Ковалёв начал пробивать по корпусу соперника, в то время как тот пытался ответить боковым ударом с левой руки (хуком). Во втором и третьем раундах ситуация в ринге не изменялась — Ковалёв продолжал выбрасывать акцентированные джебы, а претендент, который имел преимущество в скорости, контратаковал боковым ударом с передней руки. 
В 4-м раунде ситуация обострилась. В начале раунда Ярд сумел провести хук с левой руки, а через несколько секунд Ковалёв попал по челюсти Ярда ударом снизу (апперкотом) с правой руки. На протяжении оставшейся части раунда Ковалёв выбрасывал комбинации ударов, большая часть из которых доходила до цели. В середине первой минуты пятого раунда Ярд попытался атаковать, но пропустил акцентированный джеб навстречу и сразу же ответил на него левым хуком. В конце первой минуты 6-го раунда Ярд пропустил удар от Ковалёва и выплюнул капу, после чего рефери приостановил поединок на несколько секунд. Оставшиеся две минуты раунда Ковалёв продолжал выбрасывать прямые удары с передней руки, не давая Ярду сократить дистанцию.
В 7-м раунде Ковалёв продолжил выбрасывать левый джеб, но его соперник сумел взвинтить темп, вошёл в ближний бой и стал наносить удары в туловище. Первые две минуты восьмого раунда прошли с преимуществом британского боксёра, который сокращал дистанцию и пробивал удары по корпусу. Чуть более чем за минуту до окончания раунда Ярд несколько раз попал акцентированным прямым ударом с правой руки и потряс Ковалёва. Оставшуюся минуту раунда Ярд пытался завершить встречу нокаутом, но Ковалёв начал клинчевать и выбрасывать прямые удары на отходе, благодаря чему смог продержаться до окончания раунда. Преимущество Ярда в этом раунде было настолько существенным, что один из боковых судей выставил счёт 10:8, хотя претенденту не удалось отправить Ковалёва в нокдаун, а тренер Ковалёва Бадди Макгирт сказал подопечному, что остановит поединок, если ситуация в ринге не изменится. 
Первую половину девятого раунда Ковалёв боксировал на отходе, выбрасывая прямые удары, благодаря которым он снова смог удерживать Ярда на дальней дистанции, а во второй половине раунда россиянин начал работать комбинациями, большинство из которых доходили до соперника. В 10-м раунде Ковалёв смог развить своё преимущество, постоянно попадая по оппоненту прямыми ударами. Во второй половине раунда претендент стал безответно пропускать атаки Ковалёва, а за 20 секунд до окончания раунда Ковалёв потряс Ярда и попытался его добить.
В самом начале 11-го раунда Ярд попытался атаковать, но его атака переросла в клинч, и Ковалёв бросил его на настил ринга. Следующая минута раунда прошла в размене ударами. За 1 минуту и 6 секунд до окончания 11-го раунда Ковалёв выбросил левый прямой встречный удар, который пришёлся в челюсть Ярда, и британец снова оказался на настиле. В результате победа техническим нокаутом в 11-м раунде (TKO11) была присуждена Сергею Ковалёву. 

### Статистика ударов
Ударов всего
| Боксёр         | Раунд                             | 1     | 2     | 3     | 4     | 5     | 6     | 7     | 8     | 9     | 10    | 11    | Всего       |
| -------------- | --------------------------------- | ----- | ----- | ----- | ----- | ----- | ----- | ----- | ----- | ----- | ----- | ----- | ----------- |
| Сергей Ковалёв | Попаданий (из них в корпус)/всего | 14/40 | 11/52 | 14/51 | 15/57 | 19/64 | 19/58 | 15/57 | 26/79 | 31/80 | 41/92 | 18/56 | 223(32)/686 |
| Сергей Ковалёв | Процент попаданий                 | 35%   | 21,2% | 27,5% | 26,3% | 29,7% | 32,8% | 26,3% | 32,9% | 38,8% | 44,6% | 32,1% | 32,5%       |
| Энтони Ярд     | Попаданий (из них в корпус)/всего | 10/38 | 9/42  | 10/48 | 10/43 | 16/69 | 10/47 | 16/60 | 34/90 | 5/39  | 4/46  | 8/53  | 132(26)/575 |
| Энтони Ярд     | Процент попаданий                 | 26,3% | 21,4% | 20,8% | 23,3% | 23,2% | 21,3% | 26,7% | 37,8% | 12,8% | 8,7%  | 15,1% | 23%         |

Джебы
| Боксёр         | Раунд                             | 1     | 2     | 3     | 4    | 5     | 6     | 7     | 8     | 9     | 10    | 11    | Всего       |
| -------------- | --------------------------------- | ----- | ----- | ----- | ---- | ----- | ----- | ----- | ----- | ----- | ----- | ----- | ----------- |
| Сергей Ковалёв | Попаданий (из них в корпус)/всего | 13/37 | 8/38  | 13/43 | 8/32 | 10/37 | 10/34 | 8/35  | 9/32  | 15/44 | 17/43 | 4/29  | 115(15)/404 |
| Сергей Ковалёв | Процент попаданий                 | 35,1% | 21,1% | 30,2% | 25%  | 27%   | 29,4% | 22,9% | 28,1% | 34,1% | 39,5% | 13,8% | 28,5%       |
| Энтони Ярд     | Попаданий (из них в корпус)/всего | 4/18  | 3/15  | 3/22  | 4/21 | 0/22  | 1/16  | 0/11  | 2/12  | 0/11  | 1/16  | 0/10  | 18(3)/174   |
| Энтони Ярд     | Процент попаданий                 | 22,2% | 20%   | 13,6% | 19%  | 0%    | 6,3%  | 0%    | 16,7% | 0%    | 6,3%  | 0%    | 10,3%       |

Силовые удары
| Боксёр         | Раунд                             | 1     | 2     | 3     | 4     | 5     | 6     | 7     | 8     | 9     | 10    | 11    | Всего       |
| -------------- | --------------------------------- | ----- | ----- | ----- | ----- | ----- | ----- | ----- | ----- | ----- | ----- | ----- | ----------- |
| Сергей Ковалёв | Попаданий (из них в корпус)/всего | 1/3   | 3/14  | 1/8   | 7/25  | 9/27  | 9/24  | 7/22  | 17/47 | 16/36 | 24/49 | 14/27 | 108(17)/282 |
| Сергей Ковалёв | Процент попаданий                 | 33,3% | 21,4% | 12,5% | 28%   | 33,3% | 37,5% | 31,8% | 36,2% | 44,4% | 49%   | 51,9% | 38,3%       |
| Энтони Ярд     | Попаданий (из них в корпус)/всего | 6/20  | 6/27  | 7/26  | 6/22  | 16/47 | 9/31  | 16/49 | 32/78 | 5/28  | 3/30  | 8/43  | 114(23)/401 |
| Энтони Ярд     | Процент попаданий                 | 30%   | 22,2% | 26,9% | 27,3% | 34%   | 29%   | 32,7% | 41%   | 17,9% | 10%   | 18,6% | 28,4%       |

### Судейские записки
| Судья                | Боксёры        | Раунд | Раунд | Раунд | Раунд | Раунд | Раунд | Раунд | Раунд | Раунд | Раунд | Раунд | Раунд | Итого |
| Судья                | Боксёры        | 1     | 2     | 3     | 4     | 5     | 6     | 7     | 8     | 9     | 10    | 11    | 12    | Итого |
| -------------------- | -------------- | ----- | ----- | ----- | ----- | ----- | ----- | ----- | ----- | ----- | ----- | ----- | ----- | ----- |
| Хосе Сесар Альварадо | Сергей Ковалёв | 9     | 10    | 10    | 10    | 10    | 10    | 9     | 9     | 10    | 10    | —     | —     | 97    |
| Хосе Сесар Альварадо | Энтони Ярд     | 10    | 9     | 9     | 9     | 10    | 9     | 10    | 10    | 9     | 9     | —     | —     | 94    |
|                      |                |       |       |       |       |       |       |       |       |       |       |       |       |       |
| Деон Дварте          | Сергей Ковалёв | 10    | 10    | 10    | 10    | 10    | 10    | 9     | 9     | 10    | 10    | —     | —     | 98    |
| Деон Дварте          | Энтони Ярд     | 9     | 9     | 9     | 9     | 9     | 9     | 10    | 10    | 9     | 9     | —     | —     | 92    |
|                      |                |       |       |       |       |       |       |       |       |       |       |       |       |       |
| Золтан Эниеди        | Сергей Ковалёв | 10    | 10    | 10    | 10    | 9     | 10    | 9     | 8     | 10    | 10    | —     | —     | 96    |
| Золтан Эниеди        | Энтони Ярд     | 9     | 9     | 9     | 9     | 10    | 9     | 10    | 10    | 9     | 9     | —     | —     | 93    |

## Андеркарт
Комментарий: Андеркарт — предварительные боксёрские бои перед основным поединком вечера.
В таблице перечислены результаты всех поединков боксёров.
В каждой строке указан результат поединка. Дополнительно номер поединка обозначен цветом, который обозначает итог поединка. Расшифровка обозначений и цветов представлена в нижеследующей таблице.
| Пример | Расшифровка                     |
| ------ | ------------------------------- |
|        | Победа                          |
|        | Ничья                           |
|        | Поражение                       |
|        | Планируемый поединок            |
|        | Поединок признан несостоявшимся |
| КО     | Нокаут                          |
| ТКО    | Технический нокаут              |
| PTS    | Решение судей (по очкам)        |
| UD     | Единогласное решение судей      |
| MD     | Решение большинства судей       |
| SD     | Раздельное решение судей        |
| RTD    | Отказ от продолжения боя        |
| DQ     | Дисквалификация                 |
| NC     | Поединок признан несостоявшимся |

| Боксёр                        | Итог боя   | Боксёр                           | Примечания |
| ----------------------------- | ---------- | -------------------------------- | --- |
| Сергей Ковалёв (33-3-1)       | TKO11 (12) | Энтони Ярд (18-0)                | Поединок за титул чемпиона мира в полутяжёлом весе по версии WBO и за вакантный титул чемпиона по версии EBP. |
| Илунга Макабу (25-2)          | MD12 (12)  | Алексей Папин (11-0)             | Поединок за титул «серебряного» чемпиона в первом тяжёлом весе по версии WBC.                                 |
| Евгений Романов (13-0)        | TKO1 (10)  | Дарио Герман Балмаседа (19-17-2) | Рейтинговый поединок в тяжёлом весе.                                                                          |
| Эдуард Скавинский (10-0)      | TKO5 (10)  | Идд Пиалари (26-3-1)             | Рейтинговый поединок в полусреднем весе.                                                                      |
| Мейирим Нурсултанов (11-0)    | UD10 (10)  | Артур Осипов (15-1)              | Рейтинговый поединок в среднем весе.                                                                          |
| Азизбек Абдугофуров (12-0)    | TKO4 (10)  | Гасан Гасанов (16-8-1)           | Рейтинговый поединок в полутяжёлом весе.                                                                      |
| Акжол Сулайманбек уулу (14-0) | KO2 (10)   | Милнер Маркано (20-7)            | Поединок за титул чемпиона Азии во втором полулёгком весе по версии WBA.                                      |
| Эржан Тургумбеков (6-0-1)     | UD10 (10)  | Георгий Лашко (9-0)              | Поединок за вакантный титул чемпиона во втором полулёгком весе по версии EBP.                                 |
| Энрико Гогохия (10-0)         | TKO2 (8)   | Рафик Харутунян (12-2)           | Рейтинговый поединок в первом среднем весе.                                                                   |
| Алексей Тухтаров (3-14-5)     | MD4 (4)    | Григорий Варосян (дебют)         | Рейтинговый поединок в полусреднем весе.                                                                      |
| Жавохирбек Каримов (2-0-1)    | MD4 (4)    | Дмитрий Рыжих (дебют)            | Рейтинговый поединок во втором полулёгком весе.                                                               |

## После боя
Сразу же после боя генеральный секретарь Федерации бокса России Умар Кремлёв вручил Ковалёву удостоверение Заслуженного мастера спорта России, а тот заявил, о том, что посвятил победу в этом поединке Максиму Дадашеву (1990—2019) — российскому боксёру, который скончался 23 июля 2019 года вследствие травм, полученных в поединке 19 июля.
Через три недели после поединка, 13 сентября, было официально объявлено, что 2 ноября 2019 года на MGM Grand Garden Arena в Лас-Вегасе (США) Сергей Ковалёв проведёт защиту чемпионского титула против Сауля Альвареса — чемпиона мира в среднем весе по версиям WBC Franchise, WBA Super и The Ring и во втором среднем весе по версии WBA Regular. Поединок проходил с переменным успехом и завершился победой Альвареса техническим нокаутом в 11-м раунде.

## Комментарии
1. ↑  Согласно правилам профессионального бокса счёт 10:8 в раунде даётся, только если один из боксёров был в нокдауне.